# Governo Washington Luís
O Governo Washington Luís teve inicio em 15 de novembro de 1926, após o representante do Partido Republicano Paulista vencer a eleição presidencial no Brasil em 1926, 13ª eleição presidencial disputada no Brasil, tornando se o 13º Presidente do Brasil; e terminou em 24 de outubro de 1930, quando foi deposto pela Revolução de 1930.
Sequelas do conturbado Governo Artur Bernardes, Washington Luís ainda teve que lidar com o movimento tenentista, sendo significativo o fim da Coluna Prestes, que durava desde 1925.
Fatos marcantes do seu governo são: a criação do primeiro código de menores do país, criação da atual Policia Rodoviária Federal, o transporte rodoviário teve papel fundamental em seu governo, com a primeira estrada que ligava o Rio a São Paulo, um fundo para construção de estradas, fazendo a primeira estrada asfaltada do Brasil.
Como havia feito na prefeitura e no governo do estado de São Paulo, Washington Luís publicou documentos antigos do Arquivo Nacional, preservando assim muitos textos da História do Brasil, que corriam o risco de ser destruídos por insetos.
Sua indicação do então presidente de São Paulo, Julio Prestes, para a sua sucessão rompeu com a política do café com leite e contribuiu para a eclosão da Revolução de 1930.
No seu mandato, o PIB brasileiro cresceu em média 5,1% ao ano.

## Contexto

### Eleição de 1926
O governador Washington Luís era o candidato escolhido de acordo com a política do café com leite, mas o governador de Minas Melo Viana, achou que era melhor outro mineiro suceder Artur Bernardes, e iniciou uma campanha. O ministro Afonso Pena Júnior do governo de Bernardes convenceu Melo Viana a disputar o cargo de vice-presidente; e assim a chapa Washington Luís-Fernando de Melo Viana venceu sem oposição. O principal concorrente de Washington Luís naquela eleição foi o político liberal gaúcho Joaquim de Assis Brasil.

## Ministério
| Pasta                             | Ministro | Ministro                         | Partido     | Tempo                                           |
| --------------------------------- | -------- | -------------------------------- | ----------- | ----------------------------------------------- |
| Agricultura, Indústria e Comércio |          | Geminiano Lira Castro            | PRP (Pará)  | 15 de novembro de 1926 — 24 de outubro de 1930  |
| Fazenda                           |          | Getúlio Vargas                   | PRR         | 15 de novembro de 1926 — 17 de dezembro de 1927 |
| Fazenda                           |          | Oliveira Botelho                 | PRF         | 17 de dezembro de 1927 — 24 de outubro de 1930  |
| Guerra                            |          | Nestor Sezefredo dos Passos      | Sem partido | 15 de novembro de 1926 — 24 de outubro de 1930  |
| Justiça e Negócios do Interior    |          | Augusto Viana do Castelo         | PRM         | 15 de novembro de 1926 — 24 de outubro de 1930  |
| Marinha                           |          | Arnaldo de Siqueira Pinto da Luz | Sem partido | 15 de novembro de 1926 — 24 de outubro de 1930  |
| Relações Exteriores               |          | Otávio Mangabeira                | PRB         | 15 de novembro de 1926 — 24 de outubro de 1930  |
| Viação e Obras Públicas           |          | Vítor Konder                     | PRC         | 15 de novembro de 1926 — 24 de outubro de 1930  |

## Política interna

### Início

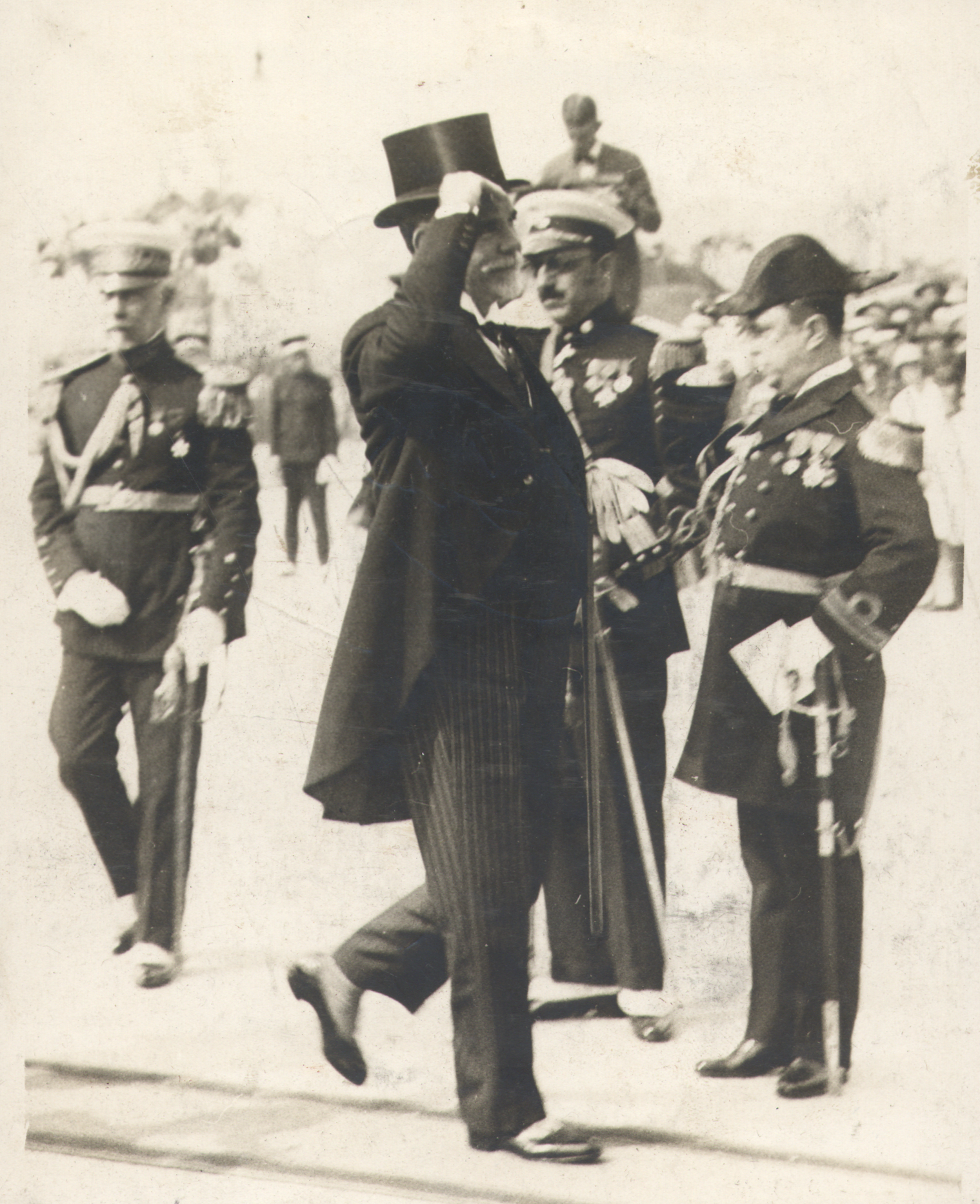
Washington Luis chega para assistir o desfile das tropas.

Assumiu a presidência da República em 15 de novembro de 1926. Sua eleição foi recebida com grandes esperanças, após um período de agitações políticas. Não renovou o estado de sítio aprovado no quadriênio anterior, por Artur Bernardes, que continuou vigorando, porém, em alguns estados, para o combate da Coluna Prestes. Extinguiu os presídios políticos da Ilha da Trindade e da Clevelândia no Amapá, mas, embora tivesse prometido libertar todos os presos políticos, segundo sua mensagem presidencial de 1927, não concedeu anistia aos revoltados de 1922, 1923, 1924 e 1925, embora tenha dado liberdade a presos militares e civis.

### Defesa
Criou o Conselho de Defesa Nacional, em 1927, constituído pelo presidente da República e pelos ministros de estado, com a tarefa de "coordenar a produção de conhecimentos sobre questões de ordem financeira, econômica, bélica e moral, referentes à defesa da Pátria". Este conselho foi o embrião dos órgãos de inteligência e de segurança nacional do Brasil.
Criou, em 1927, a Aviação do Exército, como sendo a “Quinta Arma”.

### Economia

#### Decreto nº5 108
Em 18 de dezembro de 1926, instituiu a reforma econômica, financeira, monetária e cambial no Brasil, através do decreto nº 5 108, adotando o padrão ouro e uma nova moeda, o cruzeiro; sendo, naquele momento, seu ministro da fazenda, Getúlio Vargas.
O ponto de mais destaque e que foi efetivamente colocado em pratica foi a Caixa de Estabilização, o novo órgão tinha por atribuição exclusiva receber ouro, em barra ou em moedas, nacionais e estrangeiras, entregando em troca ao portador notas representativas do valor igual ao ouro recebido.
A adoção de uma nova moeda, chamada Cruzeiro, foi adiada graças a Crise de 1929 e a Revolução de 1930, a troca de moeda só aconteceu de fato em 1942, com a adoção do primeiro Cruzeiro.

#### Crise de 1929
A partir de 1925, a diferença entre a produção e a demanda de café passa a ser muito preocupante, e em 1926 o Instituto do Café passou inclusive a aumentar os preços do produto no mercado internacional por meio do aumento da retenção da mercadoria. Essa estratégia também não foi bem-sucedida  —  e foi ainda agravada devido ao início da grande crise econômica de 1929, a Grande Depressão. Com essa crise, os Estados Unidos e a Europa diminuíram muito as compras do café, prejudicando muito as exportações do produto.

### Legislação
Consequência da comoção que aconteceu após o Caso menino Waldemiro, abuso sexual de um menino de 12 anos em uma prisão, instituiu, pelo decreto nº 5 083, de 1 de dezembro de 1926, o primeiro Código de Menores do país, que estabeleceu pela primeira vez no Brasil a maioridade penal.
Em agosto de 1927, após novos focos de insatisfações políticas, levando ao fortalecimento da oposição, incluindo o surgimento do Partido Democrático (PD) que surgiu no principal estado que apoiava o governo, São Paulo, fizeram Washington Luís endurecer a Lei de Imprensa e a aprovar a Lei Celerada, que restringiu liberdade civil e de imprensa e colocou o Partido Comunista na ilegalidade novamente.
Em 1928, criou a Polícia das Estradas, que recebeu a atual denominação de Polícia Rodoviária Federal em 1945.

### Infraestrutura
Pelo decreto nº 5 141, de 5 de janeiro de 1927 é criado o Fundo Especial para Construção e Conservação de Estradas de Rodagens Federais, para financiar o desenvolvimento rodoviário do Brasil.
Uma de suas realizações foi a rodovia Rio-Petrópolis que, inaugurada em 1928, mais tarde receberia seu nome, pertencente a BR-040, primeira rodovia asfaltada do Brasil e considerada na época como uma grande obra da engenharia civil brasileira; um marco (muitos populares pensavam que as obras foram realizadas por norte-americanos ou outros estrangeiros).
Terminou a Rodovia São Paulo-Rio (que ainda existe em alguns trechos chamados de SP-62, SP-64, SP-66 e SP-68, no estado de São Paulo), iniciada no seu mandato como governador do estado de São Paulo, inaugurando-a em 5 de maio de 1928. Obra de dificílima realização. Foi a primeira rodovia a ligar São Paulo ao Rio de Janeiro e única ligação entre São Paulo e Rio de Janeiro até a inauguração da Rodovia Presidente Dutra em 1950.
A viagem de automóvel entre São Paulo e Rio de Janeiro passou a ter uma duração de 14 horas, contra 36 dias de duração em 1908, quando o Conde Lesdain fez a primeira viagem entre São Paulo e Rio de Janeiro em um Brasier 16 HP.

### A crise sucessória de 1930

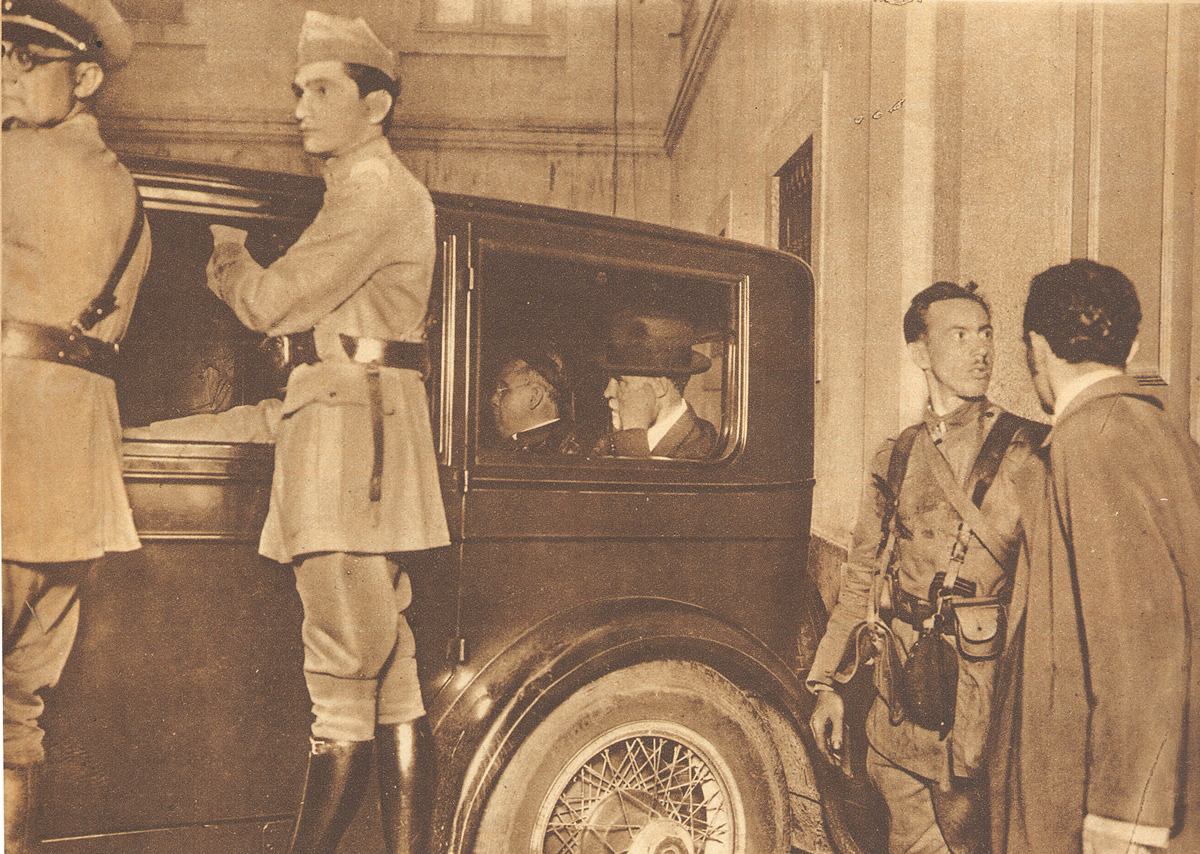
Washington Luís, acompanhado do arcebispo Sebastião Leme, deixa o Palácio Guanabara.

Em 1929, Washington Luís apoiou Júlio Prestes, presidente do estado de São Paulo à sua sucessão, e o presidente da Bahia, Vital Soares, como candidato a vice-presidente. Com isso, rompia com a Política do café com leite e obtendo o apoio de presidentes de dezessete estados, sendo contrários a indicação de candidato Júlio Prestes, apenas os presidentes de três estados, Minas Gerais, Rio Grande do Sul e Paraíba.
Os presidentes destes três estados e políticos de oposição de diversos estados se unem formando a Aliança Liberal e lançam Getúlio Vargas candidato a presidente da república, e o Presidente da Paraíba, João Pessoa como candidato a vice-presidente da república.
Em 1 de março de 1930, Júlio Prestes venceu a eleição contra os protestos da oposição que denunciava fraude. Surgem boatos sobre uma possível revolução, desmentidos por Getúlio Vargas e outras lideranças da Aliança Liberal. Após o assassinato de João Pessoa por motivos de ordem pessoal, membros da Aliança iniciam uma revolução em 3 de outubro de 1930.
Em 24 de outubro de 1930, os ministros militares depõem Washington Luís, que é preso, sai do Palácio do Catete acompanhado do Cardeal-Arcebispo do Rio de Janeiro Sebastião Leme e é conduzido ao Forte de Copacabana. Uma junta militar assume a presidência, entregando-a a Getúlio Vargas no dia 3 de novembro de 1930.

## Política externa
Sob o comando de Otávio Mangabeira, o Ministério das Relações Exteriores passou por uma reestruturação, dando maior preocupação administrativa, com a criação dos Serviços Econômicos e Comerciais; a organização do arquivo, da biblioteca e o estabelecimento de melhores instalações; a integração com Ministério da Fazenda e o da Agricultura, Indústria e Comércio, tendo como foco central o comércio exterior, o crédito externo e a imigração; e a centralização e melhoria na produção de informações, através da produção de relatórios mensais pelo corpo diplomático.
Também se destacou a não adesão do Pacto Kellogg-Briand, fato que só ocorreu em julho de 1934, por meio do decreto Nº 24 557, de 3 de julho de 1934.
Em 1928, o Brasil recebeu a visita do presidente dos Estados Unidos eleito, Herbert Hoover.